# Evalljapyx furciger
Evalljapyx furciger är en urinsektsart som beskrevs av Filippo Silvestri 1911. Evalljapyx furciger ingår i släktet Evalljapyx och familjen Japygidae. Inga underarter finns listade i Catalogue of Life.